# Diane Paulus
Diane Marie Paulus (Nueva York, 1966) es una directora de teatro y ópera estadounidense, directora artística de Terrie y Bradley Bloom del American Repertory Theater (A.R.T.) de la  Universidad de Harvard.
Ganó el Premio Tony a la mejor dirección en un musical en 2013 por el revival de Pippin. Y fue nominada para este mismo premio por el revival de Hair . Ha recibido el premio Harvard College Women's Leadership Award 2009 y el premio IAL Diamond Award de la Universidad de Columbia.  Fue seleccionada para el  Time 100 de 2014, la lista anual de las 100 personas más influyentes del mundo de la revista estadounidense Time.

## Formación
Paulus asistió a la Escuela Brearley, estudió danza en el New York City Ballet y se formó en piano clásico. En 1988, se graduó cum laude en la Universidad de Harvard / Instituto de Estudios Avanzados Radcliffe con una licenciatura en Estudios Sociales y como miembro de Phi Beta Kappa. Obtuvo una maestría de la Escuela de Artes de la Universidad de Columbia.

## Trayectoria profesional
Paulus y su esposo, Randy Weiner, junto con algunos otros graduados de la escuela de teatro establecieron una pequeña compañía de teatro en la ciudad de Nueva York llamada Project 400 Theatre Group. Con el Proyecto 400, Paulus y Weiner se especializaron en la creación de producciones musicales vanguardistas que combinaban el teatro clásico con la música moderna. La primera producción de Paulus con el grupo fue una versión rock de La Tempestad de Shakespeare. Otras producciones incluyeron una versión en rhythm and blues del Fedra de Séneca y una versión hip-hop de la Lohengrin de Wagner. En colaboración con Weiner, Paulus cocreó el musical The Donkey Show, una adaptación discográfica de El sueño de una noche de verano de Shakespeare que se llevó a cabo fuera de Broadway de 1999 a 2005. Los críticos citaron la producción como un ejemplo de una tendencia en la que el teatro de vanguardia se había convertido en la corriente dominante de moda.

### American Repertory Theater
En mayo de 2008, Paulus fue nombrada directora artística del American Repertory Theater (asociado a la Universidad de Harvard). El American Repertory Theater eligió a Paulus después de una búsqueda de 16 meses para reemplazar a Robert Woodruff en un esfuerzo por revitalizar el programa. La primera producción de Paulus fue un revival de The Donkey Show. Anteriormente, Paulus impartió cursos en la Universidad de Columbia y en la Universidad de Yale.
Paulus fue seleccionada por la revista American Theatre como uno de los 25 artistas teatrales a los que se les pidió que compartieran su visión de los futuros desarrollos en los próximos 25 años en el mundo del teatro. En sus comentarios habló de su objetivo de "revolucionar" la experiencia teatral haciéndola más interactiva, permitiendo que el público participe y haciendo que el contenido teatral sea más "código abierto". También argumentó que el teatro tiene el poder de hacer que la gente sea más compasiva y cooperativa.
En 2010, Paulus dirigió Il mondo della luna (en español, El mundo de la luna), una ópera de Joseph Haydn, en el Planetario Hayden del Museo Americano de Historia Natural.  La Gotham Chamber Opera de Nueva York, en asociación con el Museo y el American Repertory Theater, fue la producción de Paulus que fusionó ópera en vivo y observación de estrellas, usando la cúpula de 180 grados con proyecciones cortesía de la NASA.
Paulus se encargó de dirigir The Capeman de Paul Simon en el Teatro Delacorte de Central Park para el Teatro Público del Festival de Shakespeare de Nueva York en agosto de 2010.
En 2011 escenificó una producción de la ópera Porgy y Bess de Gershwin  en el American Repertory Theater, que se trasladó a Broadway en 2012. La producción fue nominada a 10 premios en los Premios Tony de 2012, ganando el premio al Mejor Revival de un Musical y Mejor Interpretación de Actriz Protagonista en un Musical, otorgado a Audra McDonald. La producción se mantuvo en cartelera hasta el 23 de septiembre de 2012. Realizó 322 actuaciones, 17 más que en el revival de 1953, lo que la convierte en la producción más larga de Porgy and Bess en Broadway.
En 2012, Paulus dirigió una producción de Pippin para el American Repertory Theater. Eligió a una mujer, Patina Miller, para el papel principal, creado por Ben Vereen. La producción se estrenó en Broadway en el Music Box Theatre de Broadway el 25 de abril de 2013. Paulus ganó el Premio Tony a la Mejor Dirección de un Musical, convirtiéndose en la tercera mujer en ganar el premio después de Julie Taymor en 1998 y Susan Stroman en 2001.
En 2015, Paulus dirigió el nuevo musical Waitress, basada en la película homónima de 2007, escrita por Adrienne Shelly. La música fue escrita por la seis veces nominada a los Premios Grammy, la cantante y compositora Sara Bareilles. La producción destacó tras trasladarse a Broadway y se convirtió en el primer musical de Broadway con un equipo creativo femenino. El musical fue nominado a cuatro premios Tony y al premio Grammy al Mejor Álbum de Teatro Musical. Se encuentra en Broadway en el Brooks Atkinson Theater y en el US National Tour.

## Vida personal
Paulus nació en la ciudad de Nueva York en 1966, hija de una japonesa y de un estadounidense productor televisivo. Sus padres se conocieron mientras su padre estaba destinado en Japón después de la Segunda Guerra Mundial.
El 1 de octubre de 1995, se casó con su colega de Harvard, Randy Weiner. Tienen dos hijas.

## Obras dirigidas (selección)
- Another country por James Baldwin en Riverside Church.
- Turandot: Rumble for the Ring en el Bay Street Theatre.
- The Golden Mickeys para Disney Creative Entertainment.
- The Karaoke Show, una adaptación de La comedia de las equivocaciones que se desarrolla en el karaoke de un bar, producido oir Jordan Roth Productions.
- Running Man, por el compositor de jazz y colaborador frecuente Diedre Murray y  elpoeta Cornelius Eady.
- Brutal imagination.
- En el Teatro de la Ópera de Chicago: Le Nozze Di Figaro, Turn Of The Screw, Cosi Seguidor Tutte, y tres óperas de Monteverdi, Il Ritorno D'Ulisse En Patria, L'Incoronazione Di Poppea, y Orfeo.[21]
- Amaluna, espectáculo de Cirque du Soleil de gira mundial en 2012.[22]
- Death and the Powers: The Robots’ Opera, una ópera escrita por Tod Machover que incorporaba robots en escena.

### American Repertory Theater
- Johnny Baseball, obra de 2010 en el ART.
- Best of Both Worlds, una adaptación góspel y R&B a la obra A Winter’s Tale producida por el Music-Theatre Group y The Women’s Project. Coescrita por Diedre Murray. Fue repuesta en 2010 en el ART.
- In the Body of the World, una adaptación a escena de Eve Ensler de sus memorias homónimas publicadas en 2013.
- Crossing, una nueva ópera estadounidense escrita por Matthew Aucoin e inspirada por el diario de Walt Whitman durante su periodo como enfermero durante  la Guerra de Secesión de Estados Unidos.
- Finding Neverland, un musical original a partir de música y letras de Gary Barlow and Eliot Kennedy y del libro de James Graham. Inspirado por la obra de 1998 The Man Who Was Peter Pan de Allan Knee.
- Witness Uganda, un espectáculo que describe la experiencia de un trabajador de ayuda humanitaria en Uganda y muestra la realidad de las situaciones que se vivían en el país.
- Pippin, versión revival de 2013 que se trasladó a Broadway y fue nominada a 10 Premios Tony, de los que ganó cuatro incluyendo Premio Tony al mejor reestreno de un musical.
- Porgy y Bess de Gershwin, una adaptación musical de la ópera Porgy y Bess de 1935.
- Prometeo encadenado, escrito por Steven Sater con música de Serj Tankian, como adaptación musical rock de la obra griega del siglo V antes de nuestra era, del mismo nombre escrita por Esquilo.
- Waitress, en español Camarera, primer musical de Broadway con un equipo creativo formado íntegramente por mujeres, y nominado a cuatro Premios Tony.[21]
- Jagged Little Pill, un nuevo musical creado a partir de la música del álbum homónimo de Alanis Morissette, escrito por Diablo Cody enfrentando temas polémicos de la sociedad estadounidense contemporánea.

### Fuera de Broadway
- Hilo invisible(anteriormente Presenciar Uganda)
- Natación con Sandías, creados en asociación con Proyecto 400, la compañía de teatro ella cofundado con su marido Randy Weiner.
- El Obie-otorga ganar Eli  Comin, presentando la música y letras de Laura Nyro.
- El 40.º Concierto de Aniversario Producción de Cabello en el Delacorte Teatro en Parque Central para el Teatro Público así como la producción subsiguiente de Cabello encima Broadway cuál ganó un Tony Premio para Resurgimiento Mejor de un Musical y para qué  esté nominada para un Tony Premio para Director Mejor.
- El Espectáculo de Burro, una adaptación de discoteca de Un Midsummer la noche es Soñar cuál corrió fuera-Broadway de 1999 a 2005.  Esté revivido en 2009 para Paulus' primera producción cuando director del ARTE.[7]

- Invisible Thread (anteriormente Witness Uganda) (en español, Hilo invisible)
- Swimming with Watermelons, creado en asociación con Proyecto 400, la compañía de teatro ella cofundado con su marido Randy Weiner.
- La ganadora del Obie-award, Eli's Comin, con música y letras de Laura Nyro.
- Concierto del 40.º aniversario de la producción de Hair en el Delacorte Theatre de Central Park, en Nueva York, para el Teatro Público del Festival de Shakespeare de Nueva York  así como la siguiente producción de Hair en Broadway, que ganó el Premio Tony al mejor reestreno de un musical y en el que Paulus fue nominada al Premio Tony a la mejor dirección de un musical.
- The Donkey Show, adaptación disco de El Sueño de una noche de verano, que se mantuvo en cartelera en Broadway de 1999 a 2005. Fue reestrenada en 2009 como la primera producción de Paulus como directora del American Repertory Theater (ART).[7]